# Sautrámání
Sautrámaní je védská oběť věnovaná Indrovi, Ašvinům a Sarasvatí. Byla prováděno za různými účely: bráhmany, kteří usilovali o úspěch, králi co ztratili svůj trůn a chtěli jej získat zpět nebo vaišji, kteří usilovali o získání bohatství. Poprvé je popsána v Jadžurvédu. Během tohoto obřadu byla obětována tři zvířata: býk, beran a kozel, společně se súrou, druhem alkoholu. Podle mýtu o původu této oběti vypil Indra příliš mnoho sómu a z opilosti byl vyléčen Ašviny a Sarasvatí.
Podle George Dumézila a Emila Benvenista každé ze zvířat náleží k jedné z indoevropských funkcí a jejich oběť symbolicky spojuje všechny vrstvy společnosti. V tomto ohledu může být obřad srovnán s římskou suovetaurilií a řeckou trittoíai, při kterých byla obětována obdobná trojice zvířat. V prvním případě šlo o býka, ovci a prase, v druhém o býka, berana a kance. Emily Lyle tento výklad rozvíjí s poukazem na obřad agničajana, stavění ohňového oltáře, při které byl navíc obětován člověk a kůň. Člověk ve středu obřadního místa podle jejího názoru reprezentuje krále který syntetizuje všechny funkce a kůň transfunkcionální bohyni která činí totéž.